# Gerontosocjologia
Gerontosocjologia – dziedzina szczegółowa gerontologii społecznej, socjologia starzenia się ukierunkowana przede wszystkim na badanie ról społecznych, jakie senior odgrywa w rodzinie, czy społeczeństwie, oraz na analizę warunków materialno-bytowych, w jakich starsza osoba żyje. Powiązana jest ściśle m.in. z geragogiką.